# Steindachneria argentea
El granadero luminoso o mollera luminosa es la especie Steindachneria argentea, la única del género Steindachneria, peces marinos de la familia de los merlúcidos, distribuidos por las costa oeste del océano Atlántico desde Florida hasta la Guayana, mar Caribe y Golfo de México.

## Anatomía
La longitud máxima descrita es de 30 cm. Tiene una única espina en la aleta dorsal, mientras que en la aleta anal tiene más de cien radios blandos y los radios de las aletas pélvicas son muy largos y filamentosos que llegan hasta el ano cuando los repliega.
El cuerpo es alargado y muy comprimido lateralmente, terminado en una fina punta posterior; posee un órgano luminoso estriado en la mitad ventral del cuerpo y otros más sobre los laterales de la cabeza; el color del cuerpo es castaño-plateado en su parte dorsal y púrpura-plateado en la ventral, con la cavidad oral oscura.

## Hábitat y biología
Suele vivir en aguas profundas entre 400 y 500 metros de profundidad, sobre el fondo marino, ocupando la plataforma continental y la parte alta del talud continental.Además que compartió su hábitat con dinosaurios este pequeño fósil viviente se alimenta desde pequeños organismos hasta la carroña.

## Pesca
No es una especie interesante ni buscada para la pesca, pero los pocos ejemplares que se pescan alcanzan un precio en el mercado alto por su calidad.